# Тоні Броньйо
Тоні Броньо (нід. Toni Brogno, нар. 19 липня 1973, Шарлеруа, Бельгія) — бельгійський футболіст, що грав на позиції нападника.
Виступав за національну збірну Бельгії.

## Клубна кар'єра
У дорослому футболі дебютував 1994 року виступами за команду клубу «Шарлеруа», в якій провів один сезон, взявши участь лише у 5 матчах чемпіонату.
Своєю грою за цю команду привернув увагу представників тренерського штабу клубу «Олімпік Шарлеруа», до складу якого приєднався 1995 року. Відіграв за Відіграв за наступні два сезони своєї ігрової кар'єри. Більшість часу, проведеного у складі У складі, був основним гравцем атакувальної ланки команди.
1997 року уклав контракт з клубом «Вестерло», у складі якого провів наступні три роки своєї кар'єри гравця. Граючи у складі «Вестерло» також здебільшого виходив на поле в основному складі команди. В новому клубі був серед найкращих голеодорів.
З 2000 року два сезони захищав кольори команди французького клубу «Седан».
З 2002 року знову, цього разу два сезони захищав кольори команди клубу «Вестерло». Тренерським штабом нового клубу також розглядався як гравець «основи».
З 2004 року знову, цього разу два сезони захищав кольори команди клубу «Шарлеруа». Тренерським штабом нового клубу також розглядався як гравець «основи».
З 2006 року два сезони захищав кольори команди клубу «Ауд-Геверле». Тренерським штабом нового клубу також розглядався як гравець «основи».
2008 року повернувся до клубу «Олімпік Шарлеруа», за який відіграв один сезон. Тренерським штабом нового клубу також розглядався як гравець «основи». Завершив професійну кар'єру футболіста виступами за цю команду 2009 року.

## Виступи за збірну
1998 року дебютував в офіційних матчах у складі національної збірної Бельгії. Протягом кар'єри у національній команді, яка тривала усього 3 роки, провів у формі головної команди країни 7 матчів.

## Титули і досягнення
- Найкращий бомбардир чемпіонату Бельгії (1):

1999-2000 (30)